# Paulstown
Paulstown (auch: Poulstown, irisch Baile Phóil, deutsch: „Heimstatt des Pól/Paul“) ist ein Ort im Osten des County Kilkenny, Irland. Bei der Volkszählung 2022 zählte Paulstown 919 Einwohner.

## Lage
Paulstown liegt etwa 15 Kilometer ostnordöstlich von Kilkenny und etwa 16 Kilometer südsüdwestlich von Carlow an der M9 motorway mit dem Zubringer R912. Durch die Ortschaft führt die R448 von Muine Bheag und Leighlinbridge kommend nach Gowran und weiter nach Thomastown sowie die R712 nach Kilkenny.

## Sehenswürdigkeiten
- Shankill Castle war ein Sitz der Butler-Familie, der auf den Ruinen eines vormaligen Tower Houses im 18. Jahrhundert errichtet wurde. Haus und Garten können besichtigt werden
- Paulstown Castle, das 1828 wiederhergestellte viergeschossige Landhaus im Stile eines Tower Houses, steht womöglich auf den Resten eines mittelalterlichen Tower Houses (oder festen Hauses) von 1450. Es steht seit 1973 leer und verfällt.
- katholische Himmelfahrtskirche von 1796[3]
- St. John’s Church der anglikanischen Kirche von Irland

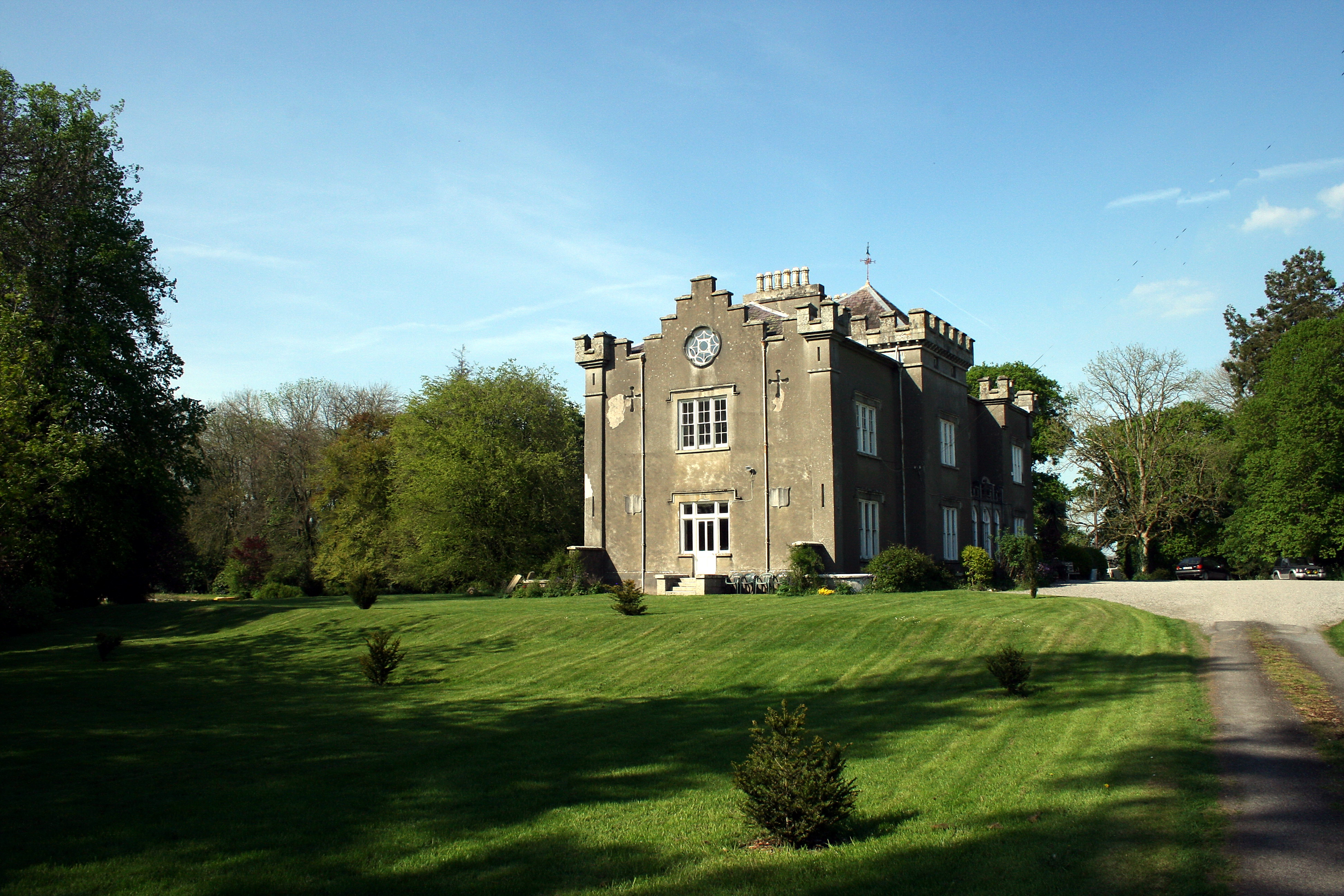
Shankill Castle
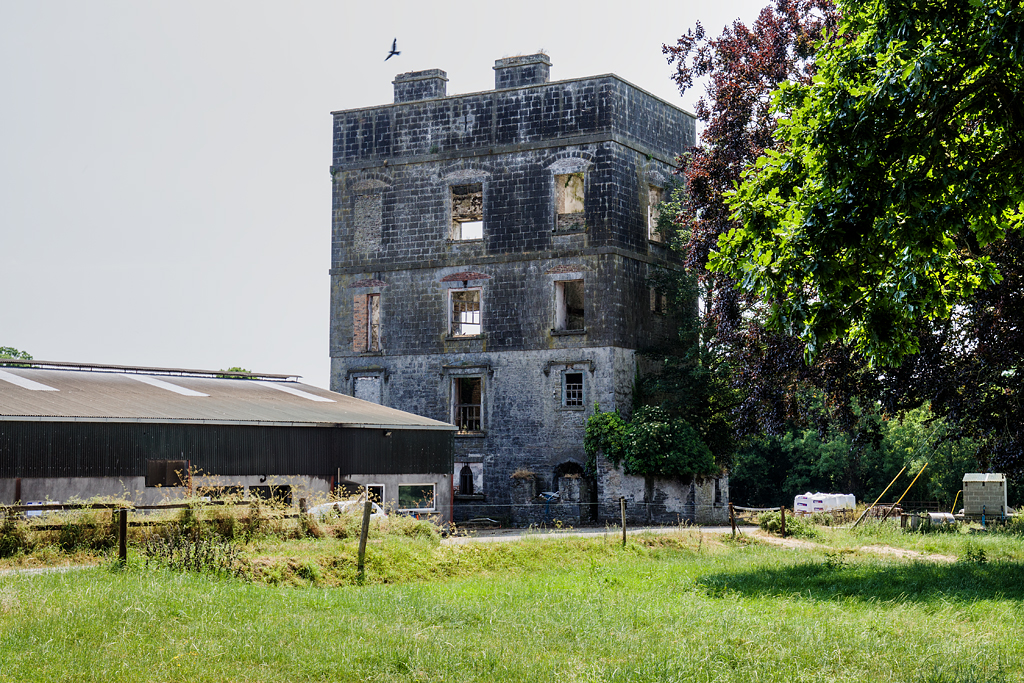
Paulstown Castle
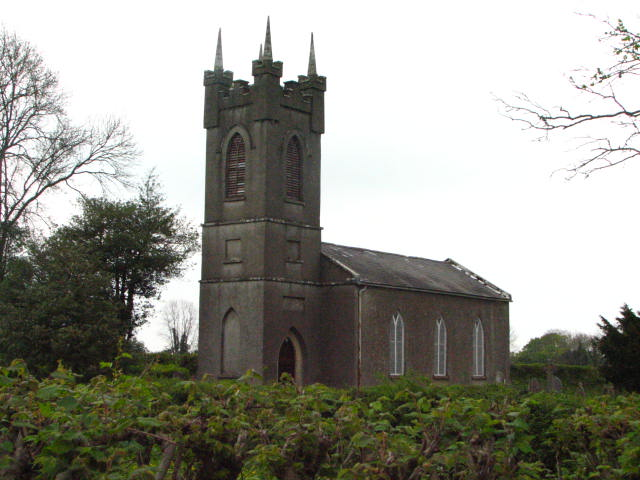
Saint John’s Church

## Persönlichkeiten
- Ellen Prendergast (1918–1999), Archäologin
- Darren O’Neill (* 1985), Boxer